# Georg Ruprecht Zollikofer
Georg Ruprecht Zollikofer, in Russland Jegor Timofejewitsch Zollikofer bzw. Jegor Trofimowitsch Zollikofer (russisch Егор Тимофеевич Цолликофер bzw. Егор Трофимович Цолликофер; * 2. Oktober 1802 in St. Gallen, Schweiz; † 12. Maijul. / 24. Mai 1874greg. in Sankt Petersburg, Russisches Kaiserreich) war ein russischer Architekt schweizerischer Herkunft.

## Leben
Zollikofer wurde in St. Gallen geboren und studierte in Wien und Berlin. Schon in Jugendjahren kam er nach St. Petersburg, wo er den Titel eines Technikers erhielt und als Assistent des Architekten Brjullow arbeitete. Er nahm am Projektwettbewerb für den Neubau der lutherischen St.-Petri-Kirche teil, den Brjullow gewann. Zollikofer beaufsichtigte die Bauarbeiten, die von August 1833 bis 1838 dauerten, und baute 1840 das Innere der St.-Petrikirche für den Einbau der dortigen Orgel um. Zudem errichtete er selbständig eine Reihe von klassizistischen Gebäuden in St. Petersburg und Umgebung, darunter  das Raskolnikow-Haus sowie weitere Bauten am Newski-Prospekt und am Obwodny-Kanal, und führte zahlreiche Aufträge für den Um- und Ausbau von Privathäusern aus.
Mit seiner Frau Sophie geb. Junker (1811–1873), aus Göttingen gebürtig, hatte Zollikofer vier Söhne und eine Tochter. Er starb 1874 und wurde auf dem Wolkowo-Friedhof in St. Petersburg begraben.